# آرمیتاژ گلشن
برج تجاری اداری آرمیتاژ گلشن بلندترین سازه کلانشهر مشهد است که با ۳۴ طبقه در زمینی به مساحت ۹۵۰۰ متر مربع و زیربنای کلی ۶۰٫۰۰۰ هزار متر مربع در حاشیه بلوار هفت‌تیر، نبش خیابان گلشن کلانشهر مشهد با ۱۵۰ متر ارتفاع است.

## معرفی

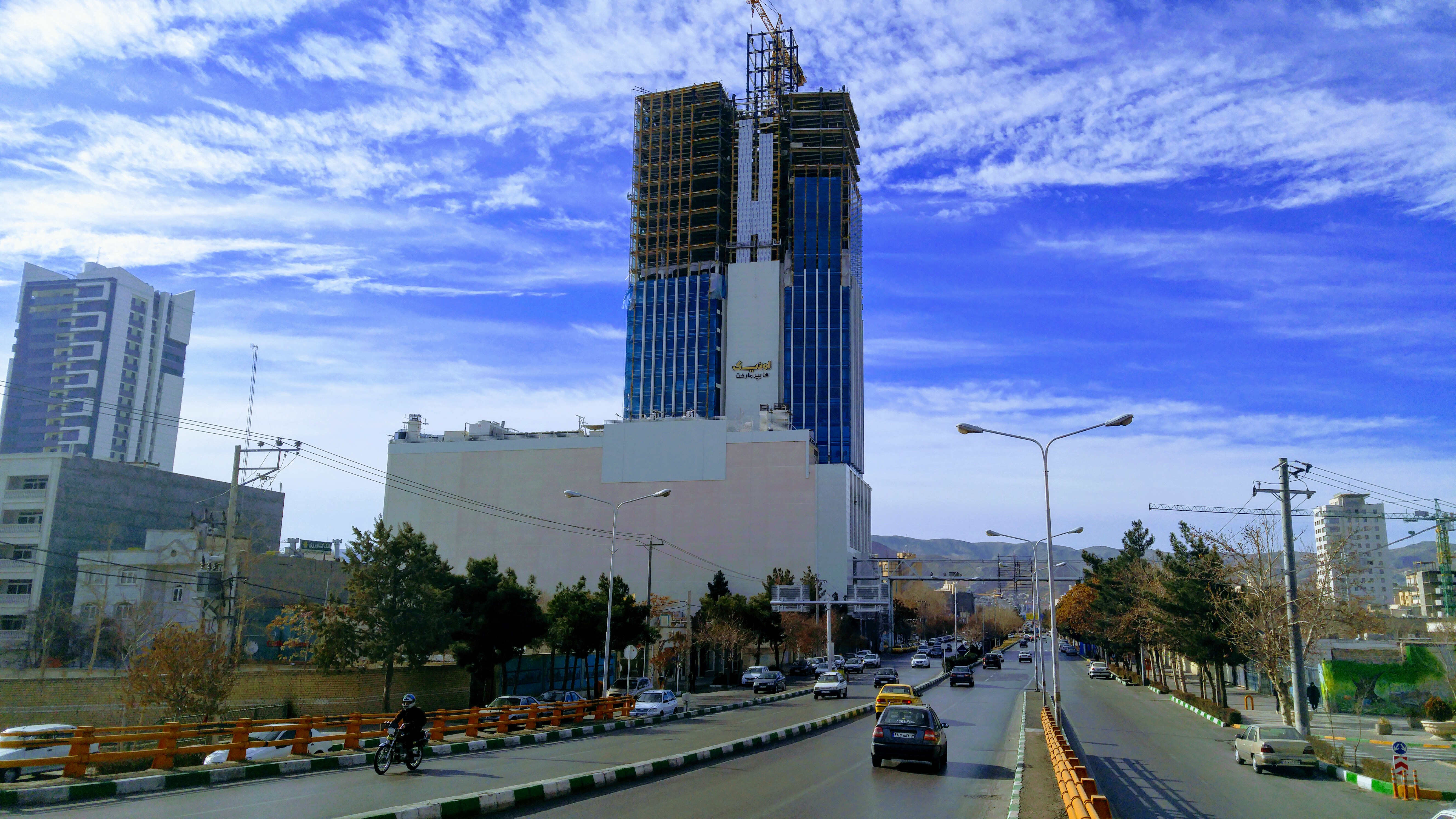
مراحل پایانی ساخت برج آرمیتاژ گلشن

برج تجاری اداری آرمیتاژ گلشن با سه ورودی مجزا از خیابان‌های گلشن و هفت تیر و همچنین احداث پل رو گذر خیابان هفت‌تیر به‌عنوان چهارمین ورودی که به‌طور مستقیم به طبقه دوم تجاری متصل می‌شود، سبب شده تا تمایز کیفیت حتی در مسیرهای دسترسی آن نیز قابل مشاهده باشد.
معماری برج آرمیتاژ گلشن با بهره‌گیری از فرم پیشگام، معرف قدرت تکنولوژیک، تخصص سازندگان، حفظ هویت و بافت شهری و ترسیم کننده معماری آینده شهر خواهد بود و تصویر ماندگاری برای مخاطبان و شهروندان ایجاد می‌کند. این برج با موقعیتی در سایت جانمایی شده که در محورهای شهری هفت تیر و وکیل آباد به‌عنوان یک آیکون شهری جلوه کرده است.

## مشخصات
برج تجاری-اداری گلشن در زمینی به مساحت ۹۵۰۰ متر مربع با زیربنای ۲۰٫۰۰۰ مترمربع در ۳۴ طبقه مشتمل بر ۳۰۰ واحد تجاری (طبقات ۱- تا ۳)، ۱۴۰ واحد اداری (طبقات ۵ تا ۲۸) و پارکینگ (طبقات ۲- و ۴-) می‌باشد.
- فضایی مناسب برای دفاتر اداری
- محلی جهت امکان خرید کالا و گذران اوقات فراغت - این مجتمع با هدف ایجاد محیطی ایده‌ال برای کسب و کار
- مطابق با استانداردهای جهانی و با ایده‌های منحصر به فرد معماری طراحی و در حال احداث می‌باشد.
- مجموعه تجاری آرمیتاژ گلشن در ۵ طبقه با رعایت استانداردهای بین‌المللی با هدف ارائه فضایی متفاوت در حوزه تفریح و خرید
- از طبقه ۱- تا ۳+ با بیش از ۳۰۰ واحد تجاری لوکس
- بزرگ‌ترین برندهای اصل اروپایی
- هایپر مارکت
- فودکورت (رستورانهای ملل)
- فضای نگهداری و بازی کودکان
- بولینگ و بازی‌های کامپیوتری

## ویژگی‌های معماری
در طبقه همکف فضایی با ورودی مستقل و شاخص و در خور پروژه در موقعیت تقاطع خیابان هفتم تیر به عنوان پذیرش و لابی اولیه ورودی دفاتر اداری طراحی شده است. در این طبقه وجود جایگاه اختصاصی تشریفات (ترانسفر)، مرکز مبادلات ارزی، آژانس‌های مسافرتی و هواپیمایی، شعب بانک‌های دولتی و خصوصی در تسریع امور بانکی و مالی بسیار کارآمد خواهد بود.

### مرکز ویژه و کلوپ آرمیتاژ
فروشگاه ویژه برج (سازه) آرمیتاژ در طبقه چهارم جهت استفاده مالکان برج اداری پیش‌بینی شده است. در این مجموعه که به وسعت حدود ۱۵۰۰ متر مربع می‌باشد
- رستوران و کافه تریا
- مجموعه آبی و استخر
- سونا‌های متفاوت (بخار، خشک و یخ) و جکوزی
- فضاهای SPA تالاسوتراپی - استخر با آب دریای گرم
- سالن یوگا
- بیلیارد و اسکواش
- بدنسازی و فضای باز و جایگاه اختصاصی تشریفات در نظر گرفته شده است.
- استفاده از مرکز خرید ویژه فقط جهت مالکان آرمیتاژ خواهد بود.

#### مجموعه ای برای کسب و کارها
این مجموعه با مساحت حدود ۲۰۰۰متر مربع در قسمتی از طبقه چهارم و پنجم شامل سالن کنفرانس و غرفه‌های نمایشگاهی در نظر گرفته شده است. و ۴ سالن اختصاصی جلسات و مشاوره، بوفه صبحانه، مرکز مالی و فاینانس، آژانس‌های هواپیمایی و مسافرتی صرفاً جهت سرویس دهی به برج در نظر گرفته شده است.
۷ دستگاه آسانسور پانورامیک و لجستیکی ارتباطات عمودی از پارکینگ‌ها تا طبقات ویژه و طبقات اداری را تأمین می‌کند که مستقلاً فقط به فضاهای مربوط به برج اداری سرویس خواهد داد.
طبقات اداری از طبقه ۶ تا ۲۰ به صورت تیپ و با مساحت ۸۰۰ متر مربع در هر طبقه شامل ۹ واحد آپارتمانی اداری ۶۰ تا ۹۰ متر مربع طراحی شده است که به خاطر تجمع فضاهای تأسیساتی در مرکز پلان به راحتی قابل تجمع و تبدیل شدن به فلت‌های بزرگتر دفتری را دارد. طبقات ۲۰ تا ۲۸ با مساحت حدود ۳۵۰ متر مربع به واحدهای بزرگ‌تر با پلان‌های ویژه اختصاص یافته است.

## معرفی طبقات
بخش تجاری برج با مساحت تقریبی ۲۰ هزار متر مربع طبقات منفی ۱ تا مثبت ۳ را به خود اختصاص داده است.
این بخش در قالب ۳۳۰ واحد فروشگاهی و ۱۴۵ واحد تجمیع شده از ابعاد ۱۸ الی ۵۰۰ متری با سه ورودی مجزا از خیابان‌های گلشن و حاشیه هفت تیر طراحی شده است.
احداث پل روگذر عابر پیاده خیابان هفت تیر جهت ورود مستقیم به طبقه دوم تجاری، به عنوان چهارمین مسیر ورودی این مجتمع باعث ایجاد تمایز، کیفیت دسترسی و سهولت هرچه بیشتر در مراجعه و رفت و آمد به این بخش می‌باشد.
همچنین صنف بندی و دسته‌بندی طبقات تجاری برج به شرح زیر، شرایط تجربه خریدی هدفمند و بدون اتلاف زمان جهت جستجوی مقصد مورد نظر را برای مراجعان و خریداران فراهم کرده است.

### طبقه منفی یک
هایپر مارکت، لوازم الکترونیک، وسایل آشپزخانه، کافی‌شاپ، کالای خواب، بانک ملت

### طبقه همکف
- پوشاک
- عطر
- ساعت
- عینک
- جواهرات

### طبقه یک
- پوشاک
- محصولات چرم
- لوازم آرایشی بهداشتی
- طلا و جواهرات

#### طبقه دو
- بخش تخصصی مبلمان
- دکوراسیون داخلی
- تزئینات منزل
- باشگاه مشتریان

### طبقه سه
- بخش کودک و نوجوان
- شهر مشاغل کارا لند
- پوشاک
- اسباب بازی
- آرایشگاه
- طلا و جواهر
- مجسمه
- کالای خواب
- کافه کودک

در کنار دو راه پله در میان طبقات تجاری، وجود ۴ دستگاه آسانسور که دو دستگاه آن برای حمل بار مورد استفاده قرار می‌گیرد و همچنین ۱۴ دستگاه پله برقی، تردد در میان طبقات را برای مراجعان در هنگام خرید ساده‌تر می‌سازد.

### بخش اداری
بخش اداری برج آرمیتاژ گلشن با مساحت تقریبی ۱۵ هزار متر مربع دارای ۱۵۰ واحد آپارتمانی است که در مساحت‌های ۶۰ تا ۷۵۰ متر مربعی طبقات پنجم به بالا را در بر می‌گیرند.
برای ورودی این بخش نیز فضای مستقل و شاخص در موقعیت بلوار هفت تیر به عنوان پذیرش و لابی اولیه دفاتر اداری طراحی شده است.
وجود ۶ دستگاه آسانسور مجهز به سیستم DSC هوشمند و با سرعت بالا جهت خدمات دهی اختصاصی‌تر و سریع‌تر مابین طبقات در کنار دو راه پله، ارتباط عمومی از پارکینگ تا طبقات ویژه و طبقات اداری را تأمین می‌کند.

### طبقات اداری
- طبقات ۵ تا ۱۷ به صورت تیپ در هر طبقه شامل ۹ واحد آپارتمانی اداری ۶۰ تا ۹۰ متر مربع
- طبقات ۱۸ تا ۲۲ نیز به صورت تیپ با ۵ واحد آپارتمانی در هر طبقه و به مساحت ۱۱۰ الی ۱۷۰ متر مربع
- طبقات ۲۳ به بالا با واحدهای آپارتمانی ۳۰۰ و ۴۲۰ مترمربعی و با قابلیت تجمیع تا ۷۵۰ مترمربع

## امکانات و خدمات
- رستوران و کافه تریا
- مجموعه آبی و استخر
- سینما
- سوناهای متفاوت (بخار، خشک و یخ) و جکوزی
- فضاهای SPA تالاسوتراپی - استخر با آب دریای گرم
- سالن یوگا
- بیلیارد و اسکواش
- بدنسازی و فضای باز با جایگاه اختصاصی تشریفات در نظر گرفته شده است.
- بزرگ‌ترین برندهای اصل اروپایی
- هایپر مارکت
- فودکورت (رستورانهای ملل)
- فضای نگهداری و بازی کودکان
- بولینگ و بازی‌های کامپیوتری.